# Hypsometra viridis
Hypsometra viridis là một loài bướm đêm trong họ Geometridae.